# Macrofaună
Macrofauna reprezintă este totalitatea animalelor și plantelor marine care depășesc adâncimea de 9km; multe specii fac parte din aceasta categorie cum ar fi: castravetele de mare, etc.Din acest grup fac parte lavrele insectelor,rîmele.